# Gorgonolaureus muzikae
Gorgonolaureus muzikae är en kräftdjursart som beskrevs av Mark J. Grygier 1981. Gorgonolaureus muzikae ingår i släktet Gorgonolaureus och familjen Synagogidae. Inga underarter finns listade i Catalogue of Life.